# 彩條蝸牛屬
彩條蝸牛屬（Polymita），又名古巴蝸牛屬或叉线蜗牛属，是一種體形較大、會呼吸空氣的陸生有肺類的腹足綱軟體動物。本屬舊屬Xanthonychidae科，今屬扁雕蜗牛科（Helminthoglyptidae，亦作Cepolidae），按布歇特和洛克罗伊2005年的分类，扁雕蜗牛科屬於柄眼類背盾蛞蝓類支序的旋蜗牛超科。本屬是古巴的特有種，於2016年11月2日至11月4日第17屆締約國大會通過列入濒危物种履约的附錄I。

## 解剖特徵
如同其他柄眼目物種，本屬物種在交配時會製造和使用戀矢。

## 物種
本屬物種按 Espinosa & Ortea (2009)，包括下列各物種：
- Polymita brocheri (Gutiérrez in Pfeiffer, 1864)[4]
- Polymita muscarum (Lea, 1834)[4]
- Polymita picta (Born, 1780)[4] - type species
- Polymita sulphurosa (Morelet, 1849)[4]
- Polymita venusta (Gmelin, 1786)[4]
- Polymita versicolor (Born, 1870)[4]

## 外部連結
- 彩條蝸牛屬在NCBI的頁面連結

- González, Guillén A. . Miami: Carlos M. Estevez & Associates. 2014: 359 pp. ISBN 978-1-63068-516-4 （英语）.